# Rajiv Ouseph
Theratil Rajiv Ouseph (30 agosto 1986) è un giocatore di badminton britannico.

## Palmarès

### Europei
- 5 medaglie:
  - 1 oro (Kolding 2017 nel singolare)
  - 2 argenti (Kazan 2014 nel singolare; Huelva 2018 nel singolare)
  - 2 bronzi (Manchester 2010 nel singolare; La Roche-sur-Yon 2016 nel singolare)

### Giochi del Commonwealth
- 5 medaglie:
  - 2 argenti (Delhi 2010 nel singolare; Glasgow 2014 nel misto a squadre)
  - 3 bronzi (Delhi 2010 nel misto a squadre; Gold Coast 2018 nel misto a squadre; Gold Coast 2018 nel singolare)

### Europei misti a squadre
- 2 medaglie:
  - 1 argento (Leuven 2015)
  - 1 bronzo (Mosca 2013)

### Europei a squadre
- 6 medaglie:
  - 3 argenti (Almere 2008; Basilea 2014; Kazan 2018)
  - 3 bronzi (Salonicco 2006; Amsterdam 2012; Kazan 2016)